# Mai 2018
Portal Geschichte | Portal Biografien | Aktuelle Ereignisse | Jahreskalender | Tagesartikel

◄ |
20. Jahrhundert |
21. Jahrhundert

◄ |
1980er |
1990er |
2000er |
2010er
| 2020er | 2030er | 2040er

◄ |
2014 |
2015 |
2016 |
2017 |
2018
| 2019 | 2020 | 2021 | 2022 | ►

◄ |
Februar 2018 |
März 2018 |
April 2018 |
Mai 2018 |
Juni 2018 |
Juli 2018 |
August 2018 |
►
Dieser Artikel behandelt tagesbezogene Nachrichten und Ereignisse im Mai 2018.

## Tagesgeschehen

### Dienstag, 1. Mai 2018
- Jerewan/Armenien: Nach dem Rücktritt von Sersch Sargsjan fand im Parlament der 1. Wahlgang zur Wahl eines neuen Premierministers statt. Einziger Kandidat war der Oppositionspolitiker Nikol Paschinjan, der zuvor die Großdemonstrationen organisiert hatte, die Sargsjan zum Rücktritt gedrängt hatten.[1] Er erhielt jedoch nicht die erforderliche Mehrheit, sodass ein weiterer Wahlgang nötig ist. Paschinjan rief zu einem Generalstreik auf.[2]
- Mubi/Nigeria: Ein Selbstmordattentäter sprengt sich im Kasuwan Gwanjo-Bekleidungsmarkt vor einer Moschee in die Luft und ein weiterer Attentäter rund 200 Meter entfernt, als die Besucher nach der ersten Explosion flohen. Dabei werden mindestens 27 Menschen getötet. Bereits 2014 und 2017 starben bei Selbstmordanschlägen der islamistischen Boko Haram in Mubi zusammen über 90 Menschen.[3]
- Rabat/Marokko: Außenminister Nasser Bourita beschuldigt den Iran der Unterstützung der Unabhängigkeitsbewegung Frente Polisario in dem von Marokko annektierten Westsahara vor und gibt den Abbruch der diplomatischen Beziehungen bekannt.[4]

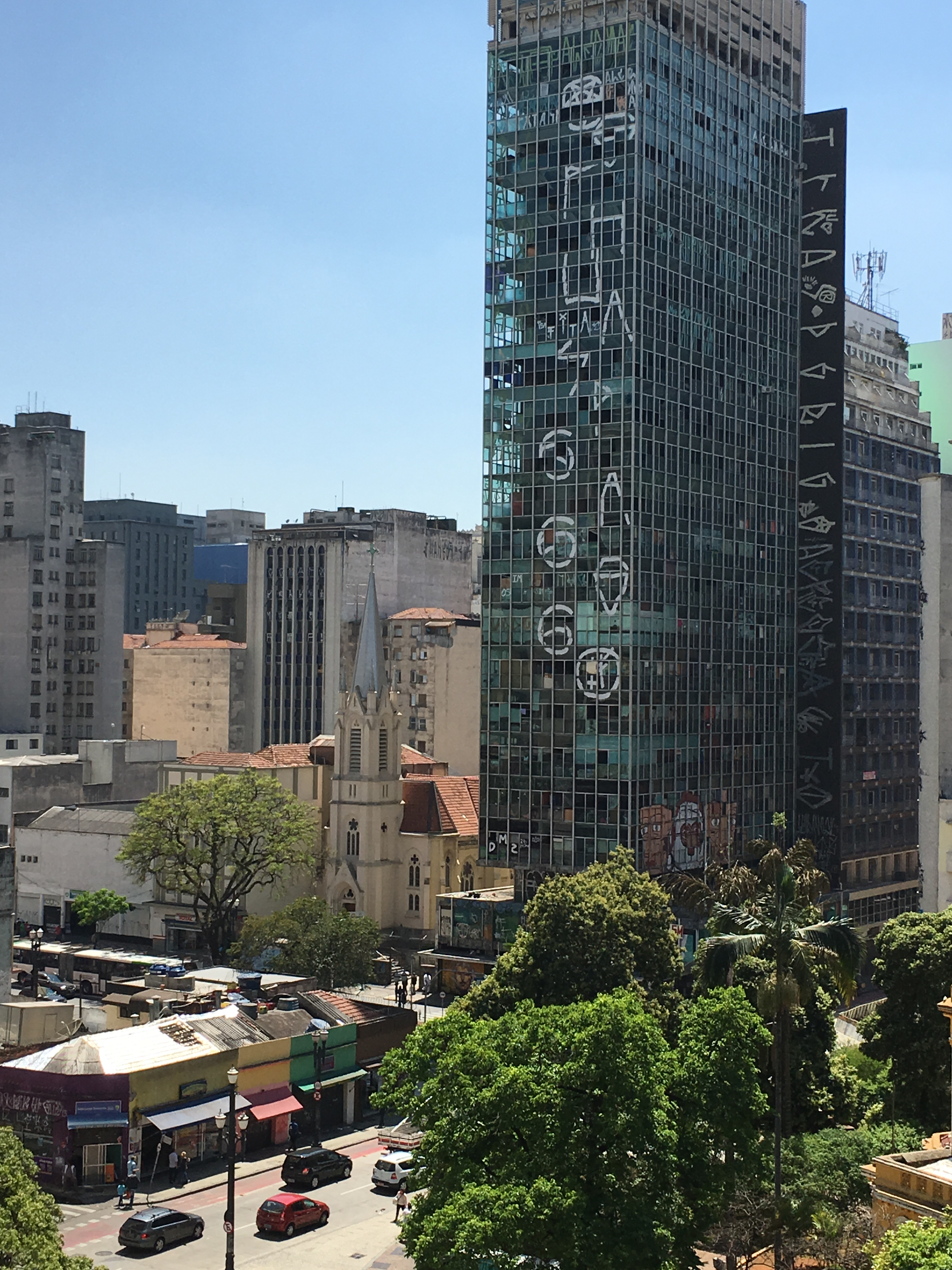
Die zerstörte Martin-Luther-Kirche und das Hochhaus Wilton Paes de Almeida in São Paulo (Aufnahme 2016)

- São Paulo/Brasilien: Bei einem Brand in dem von 146 obdachlosen Familien besetzten 24-stöckigen Hochhaus Wilton Paes de Almeida in Largo do Paiçandu stürzt dieses ein. Dabei kommt mindestens ein Mensch ums Leben und noch weitere 46 Menschen werden vermisst. 428 Menschen wurden in Notunterkünften untergebracht. Bei dem Hochhaus-Einsturz wird auch die 1908 von deutschen Einwanderern erbaute und benachbarte Martin-Luther-Kirche fast völlig zerstört.[5][6]

### Mittwoch, 2. Mai 2018
- Bangui/Zentralafrikanische Republik: Bei einer Anschlagserie und bewaffneten Auseinandersetzungen zwischen der kriminellen Vereinigung Force und Sicherheitskräften kamen in der katholischen Cathédrale Notre-Dame im Erzbistum Bangui und bei einer Moschee mindestens 16 Menschen ums Leben. Im Einklang mit ihrem Mandat entsandte die MINUSCA umgehend UN-Soldaten für verstärkte Patrouillen an den wichtigsten Orten der Hauptstadt in Zusammenarbeit mit den Sicherheitskräften.[7][8][9]
- New York City/Vereinigte Staaten: Die Ratingagentur Standard & Poor’s setzte die Kreditwürdigkeit (Bonität) der Türkei für langfristige Kredite auf die Stufe BB- und für kurzfristige Kredite auf die Stufe B ab.[10]
- Savannah/Vereinigte Staaten: Ein Militärtransporter vom Typ WC-130J der US Air Force zur Wetterforschung stürzte auf die Staatsstraße 21 von Georgia nahe dem Flughafen Savannah/Hilton Head ab. Dabei kamen alle fünf Besatzungsmitglieder ums Leben, darunter zwei Soldaten der Nationalgarde von Puerto Rico.[11]
- Tripolis/Libyen: Bei einem Angriff von zwei Selbstmordattentätern des Islamischen Staates (IS) auf das Gebäude der staatlichen Wahlkommission (HNEC) in Ghout al Shaal im Westen der Hauptstadt wurden mindestens 12 Menschen getötet und sieben weitere verletzt.[12]

### Donnerstag, 3. Mai 2018
- London/Vereinigtes Königreich: Kommunalwahl[13]
- München/Deutschland: Das Oberlandesgericht stellt fest, dass die Unterbringung von Menschen ohne Aufenthaltsstatus im Kirchenasyl nicht vor einem strafrechtlichen Verfahren wegen illegalen Aufenthalts in Deutschland schützt. Eine von den Kirchen angestoßene Einzelfallprüfung stelle jedoch einen rechtmäßigen Aufschub des Verfahrens dar. Daher spricht das Gericht einen Nigerianer vom Vorwurf des illegalen Aufenthalts frei.[14]

### Freitag, 4. Mai 2018
- Cambo-les-Bains/Frankreich: Die Auflösung der separatistischen baskischen Untergrundorganisation Euskadi Ta Askatasuna (ETA) wird während einer Konferenz offiziell bekanntgegeben. Bereits am 2. Mai 2018 veröffentlichte die spanische Onlinezeitung Eldiario.es einen Brief, datiert auf den 16. April 2018, der die Auflösung aller Strukturen der ETA ankündigt. Die Organisation führte fast 60 Jahre lang einen gewaltsamen Kampf für die Unabhängigkeit des zu Spanien gehörigen Teils des Baskenlands.[15]
- Kopenhagen/Dänemark: Beginn der Eishockey-Weltmeisterschaft der Herren in Kopenhagen und Herning in Dänemark
- Stockholm/Schweden: Das Komitee des Literaturnobelpreises wird in diesem Jahr keinen Preisträger bestimmen. Zunächst sollen in dem Gremium Vorwürfe über sexuelle Belästigung und Korruption restlos geklärt werden, im Jahr 2019 könnte dann die Vergabe des diesjährigen Preises nachgeholt werden.[16]

### Samstag, 5. Mai 2018
- Halmstad/Schweden: Bei der Tischtennis-Mannschaftsweltmeisterschaft gewinnt bei den Frauen die chinesische Mannschaft Gold durch einen Finalsieg über Japan.
- Trier/Deutschland: Die Stadt würdigt Karl Marx anlässlich dessen Geburtstags vor 200 Jahren mit einem Festakt. Weltweit rückte die Philosophie des Trierers seit der Finanzkrise ab 2007 wieder stärker ins Bewusstsein der Öffentlichkeit. Große Resonanz erfährt der Geburtstag auch in anderen Teilen der Welt. Die Volksrepublik China stiftet der Stadt eine fünf Meter hohe Statue von Karl Marx.[17]
- Vandenberg Air Force Base/USA: Die Mars-Mission InSight ist ins Weltall gestartet.[18]

### Sonntag, 6. Mai 2018
- Beirut/Libanon: Parlamentswahl
- Brandenburg/Deutschland: Stichwahl der Landratswahl[19][20][21][22]
- Freiburg/Deutschland: Auf seiner Wahlparty wird der neugewählte parteilose Oberbürgermeister Martin Horn mit einem Faustschlag attackiert.[23]
- Halmstad/Schweden: Bei der Tischtennis-Mannschaftsweltmeisterschaft gewinnt bei den Männern die chinesische Mannschaft Gold durch einen Finalsieg über Deutschland.
- Innsbruck/Tirol: Georg Willi (Grüne) gewinnt mit fast 53 % den zweiten Wahlgang der Bürgermeisterwahl und wird erster „grüner“ Bürgermeister in einer österreichischen Landeshauptstadt.[24]
- Kiel/Deutschland: Kommunalwahlen in Schleswig-Holstein 2018[25]
- Salzburg/Österreich: Der FC Red Bull Salzburg steht nach dem 4:1-Sieg gegen den SK Sturm Graz vorzeitig als Österreichischer Fußballmeister 2018 fest. Es ist der fünfte Meistertitel für den Verein in Folge.[26]

### Montag, 7. Mai 2018
- Sanaa/Jemen: Im Bürgerkrieg greift die Islamische Militärkoalition unter Führung von Saudi-Arabien den Präsidentenpalast aus der Luft an. Nach ersten Meldungen sterben bei den zwei Angriffen mindestens sechs Zivilisten.[27]

### Dienstag, 8. Mai 2018
- Cannes/Frankreich: Die 71. Internationalen Filmfestspiele werden mit dem Film Offenes Geheimnis (internationaler Titel Everybody knows) des iranischen Regisseurs Asghar Farhadi eröffnet. Produktionen der amerikanischen Firma Netflix, deren Geschäftsmodell Video-on-Demand-Inhalte für Abonnenten sind, lässt die Festivalleitung dieses Jahr nicht zu.[28]
- Damaskus/Syrien: Bei einem mutmaßlich israelischen Raketenangriff südlich der Hauptstadt bei al-Kiswah (Kissoue) mit dem Ziel ein Waffendepot zu treffen, sollen nach Angaben der SOHR mindestens 15 Menschen, darunter acht Mitglieder der iranischen Revolutionsgarden (Pasdaran) getötet worden sein. In dem von Israel besetzten Teil der Golanhöhen im Grenzgebiet zu Syrien wurden die Streitkräfte zudem in Alarmbereitschaft versetzt.[29]
- Jerewan/Armenien: Der Oppositionspolitiker Nikol Paschinjan ist vom Parlament im 2. Wahlgang zum neuen Premierminister gewählt worden. Er hatte zuvor die Großdemonstrationen organisiert, die Premierminister Sersch Sargsjan zum Rücktritt gedrängt hatten.
- Washington, D.C./Vereinigte Staaten: Die Vereinigten Staaten steigen aus dem so genannten „Atom-Deal“ (Joint Comprehensive Plan of Action) von Juli 2015 mit dem Iran aus. Er enthält vertragliche Regeln, die den Bau von Kernwaffen durch den Iran verhindern sollen, und wurde von der Internationale Atomenergie-Organisation (IAEO) überwacht. Der neue US-Botschafter in Berlin, Richard Grenell, erklärte im Hinblick auf weitere US-Sanktionen gegen den Iran, dass deutsche Unternehmen, die im Iran tätig sind, ihren Betrieb unverzüglich einstellen sollten. Der Bundesverband der Deutschen Industrie (BDI) und der Deutsche Industrie- und Handelskammertag (DIHK) rufen die Bundesregierung und die Europäische Union (EU) dazu auf, den europäischen Handel mit dem Iran zu schützen.[30][31]

### Mittwoch, 9. Mai 2018
- Bikoro/Demokratische Republik Kongo: In der Kleinstadt Bikoro nahe der Grenze zur Republik Kongo in der Provinz Équateur bestätigt die Weltgesundheitsorganisation (WHO) den Ausbruch der Ebola-Krankheit.[32]
- Frankfurt am Main/Deutschland: Das für rund 200 Millionen Euro rekonstruierte Dom-Römer-Areal ist erstmals für die Öffentlichkeit vollständig zugänglich. Das neu bebaute Gebiet ist unter anderem durch den Krönungsweg der römisch-deutschen Könige und Kaiser entlang der Gasse Alter Markt historisch bedeutend.
- Kabul/Afghanistan: Vier Selbstmordattentäter des Islamischen Staates (IS) oder der Taliban sprengen sich im Stadtviertel Dascht-e Bartschi und im Stadtteil Schar-e Naw in die Luft. Dabei werden mindestens 12 Menschen getötet.[33]
- Klagenfurt/Österreich: Im Finale des ÖFB-Cups gewinnt der SK Sturm Graz 1:0 nach Verlängerung gegen den FC Red Bull Salzburg und ist damit Österreichischer Fußballpokalsieger 2018.[34]
- Kuala Lumpur/Malaysia: Die Parlamentswahl gewinnt das Oppositionsbündnis Pakatan Harapan (Pakt der Hoffnung) unter Führung des früheren Premierminister Mahathir bin Mohamad.[35]
- Newbury/Vereinigtes Königreich: Die Vodafone Group gibt eine Vereinbarung zur Übernahme der Aktivitäten der britischen Liberty Global in Deutschland, Rumänien, Tschechien und Ungarn im Wert von 18,4 Milliarden Euro bekannt. Das Bundeskartellamt muss der daraus resultierenden Marktkonzentration der Kabelnetzbetreiber Vodafone (vormals Kabel Deutschland) und Unitymedia in Deutschland noch zustimmen.[36]
- Münster/Deutschland: Der 101. Deutsche Katholikentag beginnt. Er steht unter dem Motto: „Suche Frieden“.[37]
- Nakuru/Kenia: Nach heftigen Regenfällen kommt es zu einem Bruch des Patal-Staudamms eines Großbauern in Solai. Ein nahe gelegenes Einkaufszentrum und die ausgedehnte Nyakinyua-Farm am Rande des Dammes werden überschwemmt. Dabei werden mindestens 48 Menschen getötet und mehrere Personen werden noch vermisst.[38]

### Donnerstag, 10. Mai 2018
- Aachen/Deutschland: Der Internationale Karlspreis zu Aachen wird an den französischen Präsidenten Emmanuel Macron verliehen.
- Bentonville/Vereinigte Staaten: Der US-amerikanische Einzelhandelskonzern Walmart erwirbt für 16 Milliarden US-Dollar einen 77-Prozent-Anteil an dem indischen E-Commerce-Portal Flipkart mit Sitz in Bangalore, dem Marktführer im indischen Onlinehandel. Der bisherige Großaktionär von Flikpkart war der japanische Investor Masayoshi Son, Mitinhaber des Telekommunikations- und Medienkonzern Softbank.[39]
- Wanlaweyne/Somalia: Bei einem Anschlag auf einen Khat-Markt werden mindestens fünf Menschen getötet und 10 verletzt.[40]

### Freitag, 11. Mai 2018
- Kennedy Space Center/Vereinigte Staaten: Das Raumfahrtunternehmen SpaceX bringt mit einer Falcon 9-Rakete Bangladeschs ersten Satelliten (Bangabandhu 1) auf eine geostationäre Transferbahn, und die Erststufe landet erfolgreich auf dem Drohnenschiff Of Course I Still Love You.[41]
- Stuttgart/Deutschland: Die ARD, der Verbund öffentlich-rechtlicher Rundfunkanstalten, gibt bekannt, dass ein vom Journalisten und Anti-Doping-Experten Hajo Seppelt vom Südwestrundfunk (SWR) anlässlich der Berichterstattung über die Fußball-Weltmeisterschaft 2018 beantragtes Visum von Russland für ungültig erklärt wurde, da Seppelt auf der „Liste unerwünschter Personen“ stehe. Seppelt berichtete unter anderem im Juni 2017 gemeinsam mit seinem Kollegen Andreas Spinrath über Doping im russischen Fußball und seit Jahren über Staatsdoping in Russland.[42]

### Samstag, 12. Mai 2018

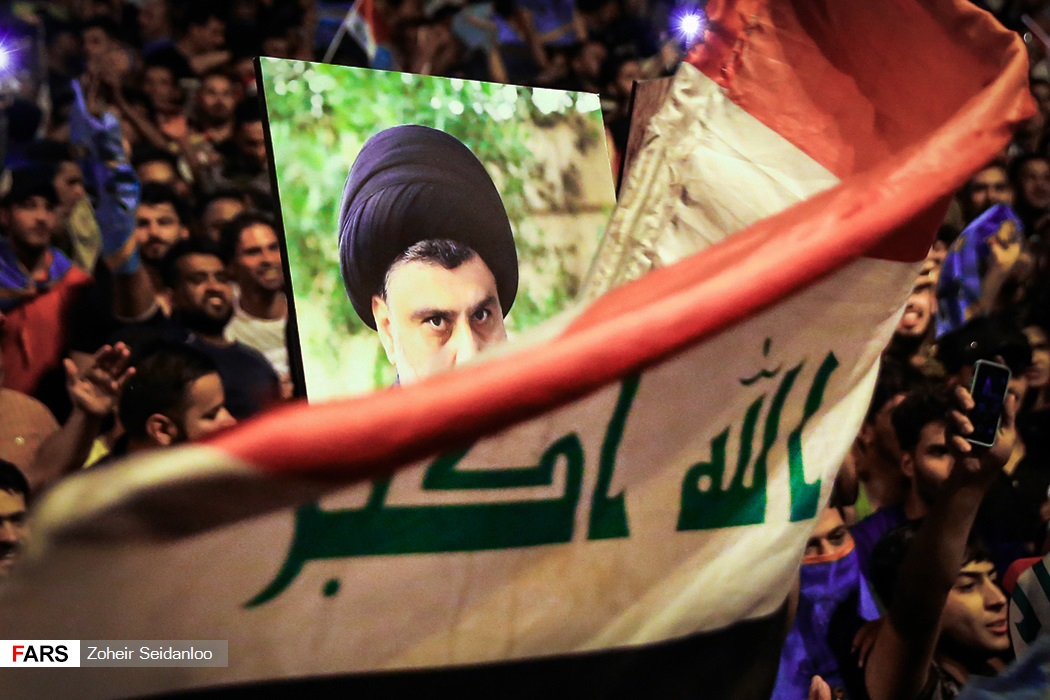
Die Anhänger von Muqtada as-Sadr feiern

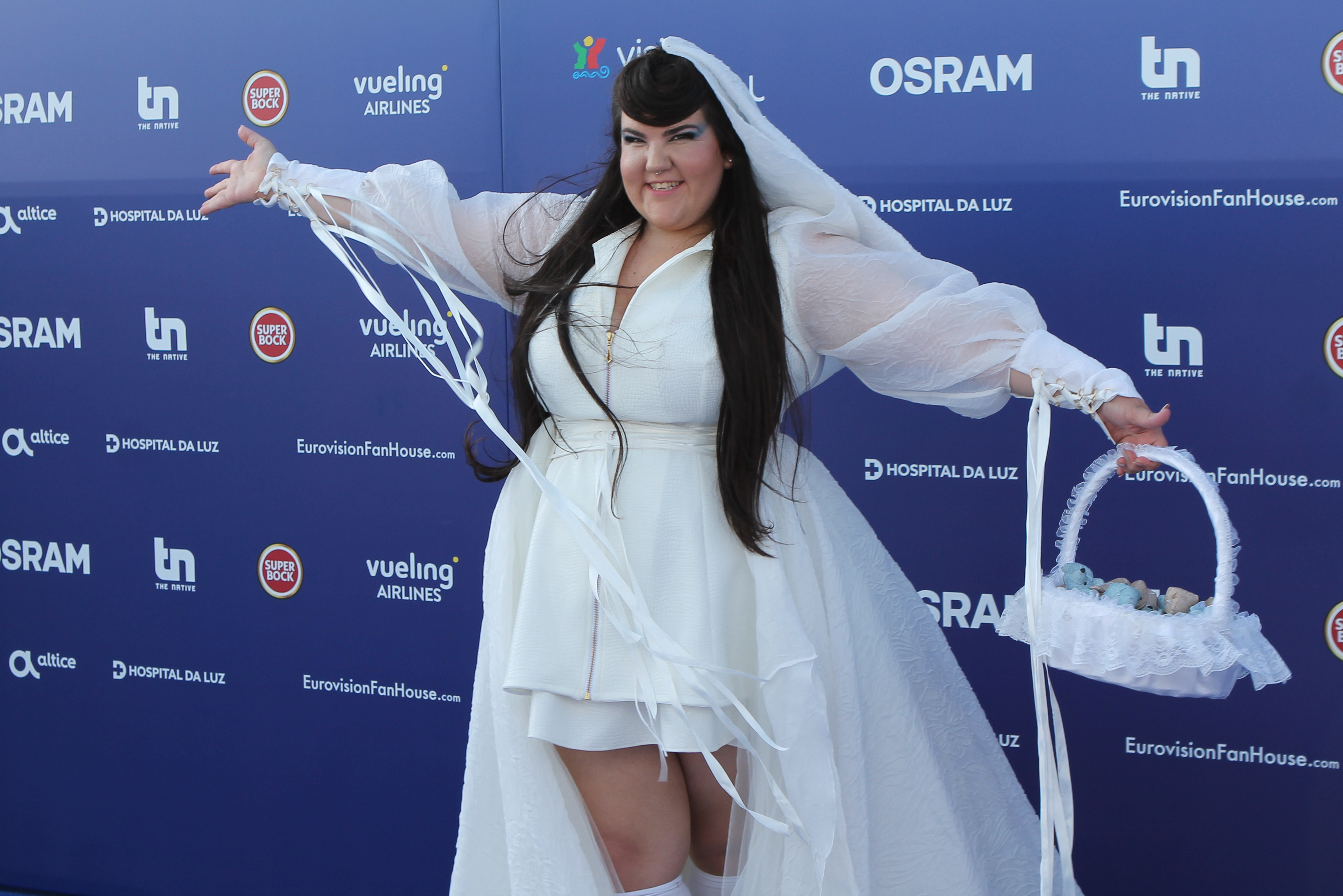
Netta Barzilai

- Bagdad/Irak: Die Wahl zum Repräsentantenrat endet mit dem Sieg eines Wahlbündnisses zwischen der Bewegung des Ajatollah-Sohns Muqtada as-Sadr sowie säkularen Kräften, darunter auch Kommunisten. Muqtada as-Sadr selbst stand nicht zur Wahl und wird daher auch nicht Haider al-Abadi als Premierminister des Landes nachfolgen.
- Cibitoke/Burundi: Bewaffnete Angreifer töten in dem Ort Ruhagarika in der Provinz Cibitoke nahe der Grenze zur Demokratischen Republik Kongo mindestens 26 Menschen.[43]
- Dili/Osttimor: Vorgezogene Neuwahl des Nationalparlaments
- Hamburg/Deutschland: Als letztes Gründungsmitglied der Fußball-Bundesliga steigt nach 55 Spielzeiten Ligazugehörigkeit der Hamburger SV erstmals aus der Bundesliga als höchste Spielklasse ab.
- Lissabon/Portugal: Die Sängerin Netta Barzilai gewinnt mit dem Titel Toy für Israel den 63. Eurovision Song Contest.[44][45]
- Paris/Frankreich: Bei einem islamistischen Anschlag nahe dem Théâtre des Bouffes-Parisiens im 2. Arrondissement ersticht ein tschetschenischer Attentäter eine Person und verletzt vier weitere, bevor er von Polizisten erschossen wird.[46]

### Sonntag, 13. Mai 2018

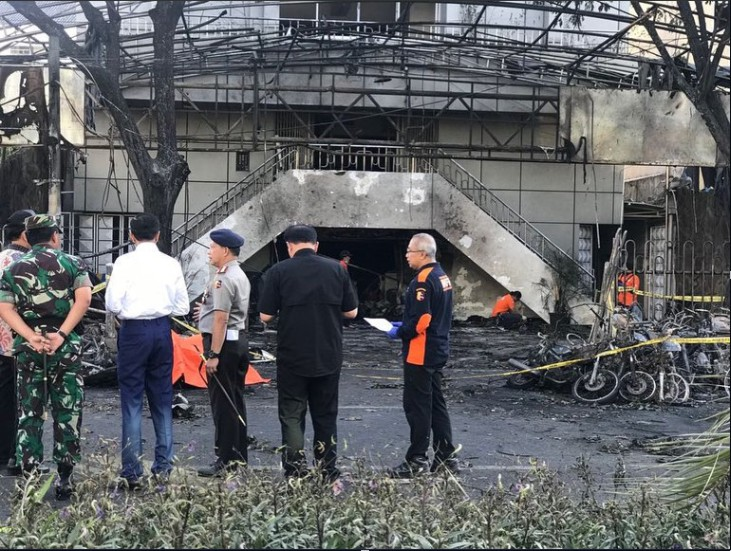
Anschlagsort in Surabaya

- Dschalalabad/Afghanistan: Bei einem Angriff auf die Finanzverwaltung der Provinzhauptstadt von Nangarhar werden mindestens 15 Menschen getötet und 42 weitere Menschen verletzt. Es kommt zu schweren Gefechten zwischen Sicherheitskräften und Attentätern.[47]
- Surabaya/Indonesien: Durch von der Terrororganisation Islamischer Staat (IS) für sich reklamierte Anschläge vor christlichen Kirchen werden unmittelbar vor der katholischen Morgenmesse in der Santa-Maria-Kirche (Gereja Katolik Santa Maria Tak Bercela, SMTB) in Jalan Ngagel Madya mindestens 13 Messebesucher getötet und 44 weitere verletzt. Weitere Anschlagsorte sind die freievangelische Diponegoro-Kirche (Gereja Kristen Indonesia, GKI) und eine Kirche der Pfingstbewegung (Gereja Pantekosta Pusat Surabaya, GPPS).[48]

### Montag, 14. Mai 2018
- Barcelona/Spanien: Der separatistische Politiker Joaquim „Quim“ Torra wird vom Regionalparlament zum neuen Ministerpräsidenten der Regierung Kataloniens gewählt.[49]
- Brüssel/Belgien: Der Rat der Europäischen Union beschließt zur Verstärkung der grenzüberschreitenden Zusammenarbeit in der Sahelzone die Regionalisierung ihrer GSVP-Missionen EUCAP Sahel Mali, EUCAP Sahel Niger und EUTM Mali. Der regionalen Koordinierungszelle sollen auch Experten für innere Sicherheit und Verteidigung der G5-Sahel-Länder angehören. Bis zum 18. Mai 2020 sollen nun 59,7 Millionen Euro gemeinschaftlich zur Verfügung gestellt werden.[50]
- Israel, Palästinensische Autonomiegebiete: Bei gewaltsamen Massenprotesten am 70. Jahrestag der Israelischen Unabhängigkeitserklärung töten israelische Sicherheitskräfte Dutzende Palästinenser, darunter 50 Hamas-Mitglieder,[51] an der Sperranlage um den Gazastreifen. Am späten Nachmittag beginnen die Israelischen Luftstreitkräfte mit Angriffen auf das Autonomiegebiet, darunter auf Ausbildungslager der islamistischen palästinensischen Terrororganisation Hamas.[52]
- Jerusalem/Israel: Die Vereinigten Staaten erheben ihr Generalkonsulat im Stadtteil Arnona zu ihrer neuen, bisher in Tel Aviv angesiedelten Botschaft in Israel. Die Verlegung wurde 1995 beschlossen und in der Folge wiederholt aufgeschoben.[53]

### Dienstag, 15. Mai 2018
- München/Deutschland: Der Landtag verabschiedet verschiedene Neuerungen des Gesetzes über Aufgaben und Befugnisse der Bayerischen Polizei. Zu den Neuerungen gehören u. a. die Prüfung von DNA-Spuren auf die geographische Herkunft einer Person und die Beschlagnahmung von Post. „Angesichts der tiefen Grundrechtseingriffe“ kündigt die Oppositionspartei SPD den Gang vor das Bundesverfassungsgericht an.[54]
- Nuuk/Grönland: Das Kabinett Kielsen III wird drei Wochen nach der Parlamentswahl vereidigt. Dabei bilden mit Siumut, Partii Naleraq, Atassut und Nunatta Qitornai erstmals vier Parteien gemeinsam die Regierung, die dennoch lediglich über eine Ein-Personen-Mehrheit im Parlament verfügt.
- Russland, Ukraine: Die Krim-Brücke über die Straße von Kertsch wird feierlich eröffnet. Sie bietet die einzige Eisenbahn- beziehungsweise Straßenverbindung zwischen Russland und der Halbinsel Krim.[55]

### Mittwoch, 16. Mai 2018
- Décines-Charpieu/Frankreich: Im Finale der UEFA Europa League 2017/18 im Parc Olympique Lyonnais verliert Olympique Marseille gegen Atlético Madrid mit 0:3.[56]
- Kuala Lumpur/Malaysia: König Muhammad V. begnadigt Anwar Ibrahim, den Vorsitzenden des Wahlbündnisses Pakatan Harapan (deutsch Allianz der Hoffnung), das mit Mahathir bin Mohamad seit dem 10. Mai auch den Premierminister Malaysias stellt.[57]

### Donnerstag, 17. Mai 2018
- Bujumbura/Burundi: Gewalttätige Auseinandersetzungen begleiten das Verfassungsreferendum, das unter anderem eine Verlängerung der Amtszeit des Staatspräsidenten von fünf auf sieben Jahre vorsieht. Der seit 13 Jahren amtierende Präsident Pierre Nkurunziza könnte dadurch theoretisch bis 2034 im Amt bleiben.
- Hinnot/Belgien: In Wallonien stirbt bei einer Verfolgungsjagd zwischen 30 Kurden aus dem Irak und der Polizei ein Kleinkind an den Folgen eines von der Polizei abgegebenen Schusses. Das Ziel der Flüchtenden war die französische Hafenstadt Calais, von der sie ins Vereinigte Königreich zu gelangen hofften.[58]
- Sofia/Bulgarien: Auf der Westbalkan-Konferenz besprechen der Präsident des Europäischen Rates der Europäischen Union (EU) Donald Tusk, der Präsident der EU-Kommission Jean-Claude Juncker und andere Vertreter der EU die Beitrittsperspektiven der Länder Albanien, Bosnien und Herzegowina, Kosovo, Mazedonien, Montenegro und Serbien zur Union mit den jeweiligen Regierungschefs.[59]
- Wien/Österreich: Die Stiftungsräte des Rundfunkveranstalters ORF wählen mit Norbert Steger erstmals ein Mitglied der Partei FPÖ zum Vorsitzenden der bedeutsamsten Stiftung öffentlichen Rechts des Landes.[60]
- Vatikanstadt: Papst Franziskus hat den derzeitigen Bischof der Diözese Gurk-Klagenfurt, Alois Schwarz, zum künftigen Diözesanbischof von St. Pölten ernannt und zugleich den Rücktritt von Bischof Klaus Küng angenommen.[61]

### Freitag, 18. Mai 2018

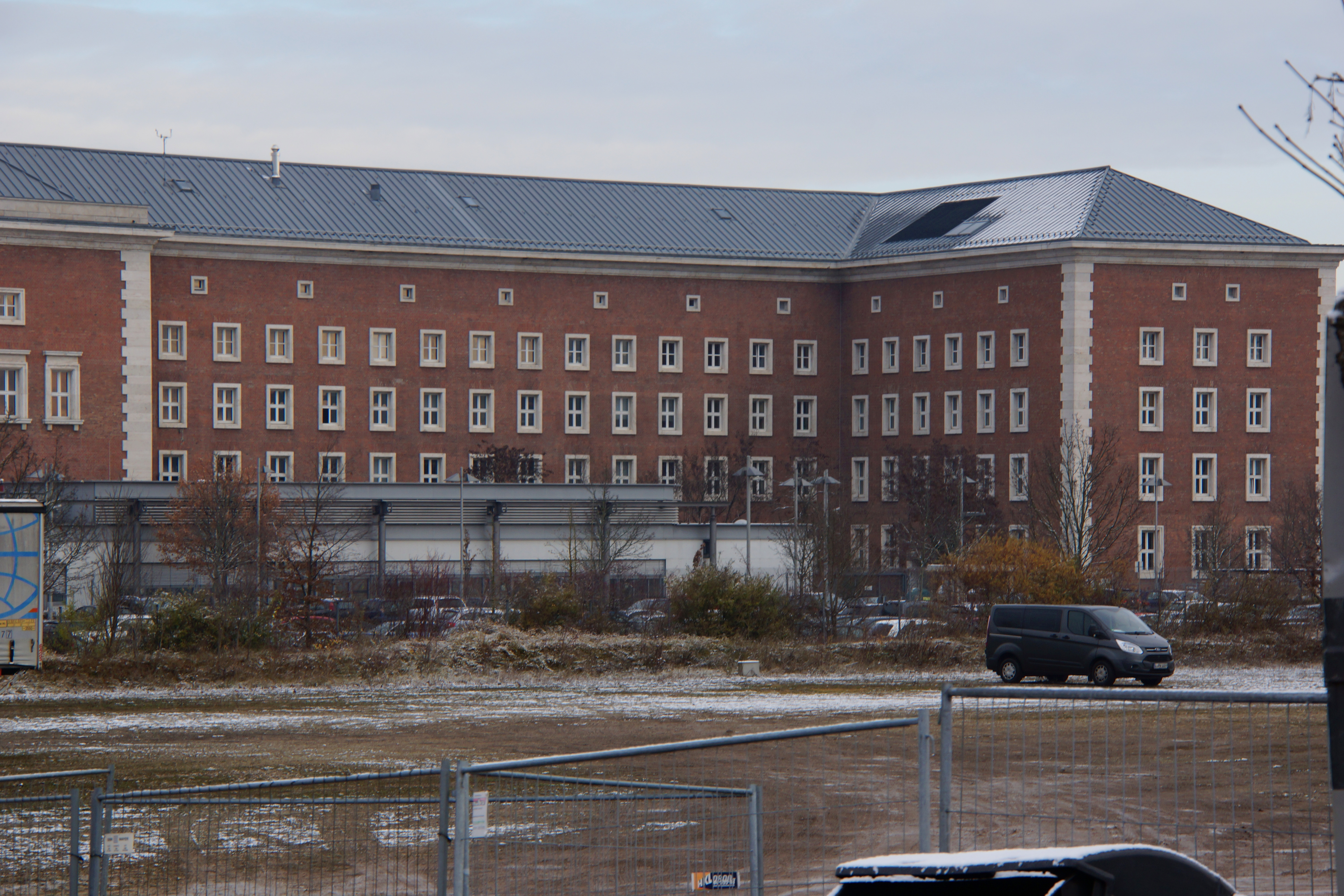
Sitz des Bundesamts für Migration und Flüchtlinge

- Berlin/Deutschland: Weniger als ein Prozent der seit der Flüchtlingskrise ab 2015 ergangenen Asylentscheide wurde von der Bundesbehörde BAMF intern geprüft. Diese Angabe des Bundesministers des Innern Horst Seehofer (CSU) wird der breiten Öffentlichkeit heute durch einen Medienbericht bekannt. Der Grund sei die Überlastung der Behörde, denn für die potentielle interne Prüfung von 1,6 Millionen Entscheidungen seit 2015 waren nur sieben Planstellen eingerichtet.[62]
- Galveston County/Vereinigte Staaten: In Texas tötete ein 17-jähriger bei einem Amoklauf mindestens acht Schüler und Mitarbeiter. Der Täter ist ein ehemaliger Schüler und konnte von der Polizei festgenommen werden.[63]
- Havanna/Kuba: Beim Absturz eines Flugzeugs vom Typ Boeing 737-200 kommen über hundert Menschen ums Leben.[64]
- Nürnberg/Deutschland: Das Bundesamt für Migration und Flüchtlinge kündigt die nachträgliche Prüfung von 18.000 Asylentscheiden seiner Außenstelle in Bremen bis zurück ins Jahr 2000 an.[65]
- Orenburg/Russland: Borussia Düsseldorf gewann zum fünften Mal die Tischtennis-Champions-League. Das Finalrückspiel gegen Gazprom Fakel Orenburg wurde mit 3:1 gewonnen, nachdem Düsseldorf am 13. Mai bereits das Hinspiel mit 3:2 für sich entschieden hatte.[66]

### Samstag, 19. Mai 2018
- Berlin und Köln/Deutschland: 75. Finale des DFB-Pokals der Männer im Berliner Olympiastadion zwischen dem FC Bayern München und Eintracht Frankfurt und das 38. Finale des DFB-Pokals der Frauen im Kölner Rheinenergiestadion zwischen dem FC Bayern München und dem VfL Wolfsburg
- Windsor/Vereinigtes Königreich: Hochzeit von Prinz Harry und Meghan Markle

### Sonntag, 20. Mai 2018
- Caracas/Venezuela: Die Präsidentschaftswahl gewinnt in einer unfairen Wahl der Amtsinhaber Nicolás Maduro.[67]

### Dienstag, 22. Mai 2018
- Oslo/Norwegen: Der kanadische Mathematiker Robert Langlands wird mit dem Abelpreis ausgezeichnet.[68]

### Donnerstag, 24. Mai 2018
- Bridgetown/Barbados: Unterhauswahlen
- Turin/Italien: Bei einem Zugunglück in Norditalien sterben zwei Menschen. Mindestens 20 weitere werden teils schwer verletzt. Bei einem Bahnübergang ist ein Regionalzug mit einem Sattelschlepper zusammengestoßen.
- Wien/Österreich: Der Wiener Bürgermeister Michael Häupl übergibt sein Amt nach mehr als 23 Jahren an Michael Ludwig, Wahl und Angelobung von Landesregierung und Stadtsenat Ludwig I[69][70]

### Freitag, 25. Mai 2018
- Brüssel/Belgien: In der Europäischen Union ist die Datenschutz-Grundverordnung (DSGVO) anzuwenden.
- Dublin/Irland: Beim Referendum über die Abschaffung des Abtreibungsverbotes in Irland stimmen 66,4 Prozent für eine Änderung des achten Zusatzartikels der Verfassung der Republik Irland ab, der es dem irischen Parlament ermöglicht, Abtreibungen zu legalisieren.[71]
- Korbach/Deutschland: Beginn des 58. Hessentages
- Punggye-ri/Nordkorea: Das nordkoreanische Kernwaffentestgelände Punggye-ri ist gesprengt worden.

### Samstag, 26. Mai 2018
- Frankfurt am Main/Deutschland: Im Play-off-Finale der Tischtennis-Bundesliga der Männer gewinnt Borussia Düsseldorf durch ein 3:1 über die TTF Liebherr Ochsenhausen zum 30. Mal die Deutsche Meisterschaft und damit zum dritten Mal nach 2010 und 2011 das Triple.
- Kiew/Ukraine: Das Finale der UEFA Champions League 2017/18 im Kiewer Olympiastadion gewinnt Real Madrid gegen den FC Liverpool mit 3:1 (0:0).

### Sonntag, 27. Mai 2018
- Paris/Frankreich: Beginn der French Open (bis 10. Juni)
- Bamenda/Kamerun: In dem Dorf Menka nahe Bamenda werden mindestens 22 Menschen in einem Hotel von den Streitkräften getötet. Dabei soll es sich nach Regierungsangaben um Terroristen handeln. Seit Ende 2016 gehen die Streitkräfte Kameruns gegen Separatisten vor, die eine Abspaltung des englischsprachigen Nordwesten Kameruns vom französischsprachigen Rest des Landes fordern und im Oktober 2017 eine „Republik Ambazonia“ ausriefen.[72]
- Bern/Schweiz: Mit einem 2:1 über die BSC Young Boys gewinnt der FC Zürich den Schweizer Fussballpokal.
- Bogotá/Kolumbien: 1. Runde der Präsidentschaftswahl in Kolumbien

### Dienstag, 29. Mai 2018
- Lüttich/Belgien: Der Freigänger Benjamin Herman greift am Boulevard d'Avroy die Hilfspolizistinnen Soraya Belkacemi und Lucile Garcia mit einem Messer an und entwendet deren Dienstwaffe. Daraufhin tötet er die beiden Polizistinnen und danach auch den wartenden Autofahrer und Studenten Cyril Vangriecke. Anschließend nimmt der Angreifer eine Frau als Geisel, die als Reinigungskraft in einer nahegelegenen Schule arbeitet, und verschanzt sich. Bei einer Schießerei mit den Beamten werden mehrere verletzt. Daraufhin wird der Täter von der Polizeisondereinheit Peloton anti-banditisme (PAB) niedergeschossen und getötet. Ihm wird auch der Mord an seinem ehemaligen Gefängnisinsassen Michael Wilmet zur Last gelegt. Der Islamische Staat bekannte sich zur Tat.[73][74]

### Donnerstag, 31. Mai 2018
- Kopenhagen/Dänemark: Das dänische Parlament verabschiedet ein gesetzliches Verschleierungsverbot in der Öffentlichkeit mit Gültigkeit ab August 2018.[75]
- Leipzig/Deutschland: Der 6. Senat des Bundesverwaltungsgerichts hat entschieden, dass die Betreibergesellschaft des Internet-Knotens DE-CIX verpflichtet ist, bei der Durchführung von Überwachungsmaßnahmen im Inland durch den Bundesnachrichtendienst mitzuwirken. Danach darf der BND weiterhin in großem Umfang Daten beim Internet-Knoten DE-CIX aus Frankfurt am Main anzapfen.[76]

## Weblinks

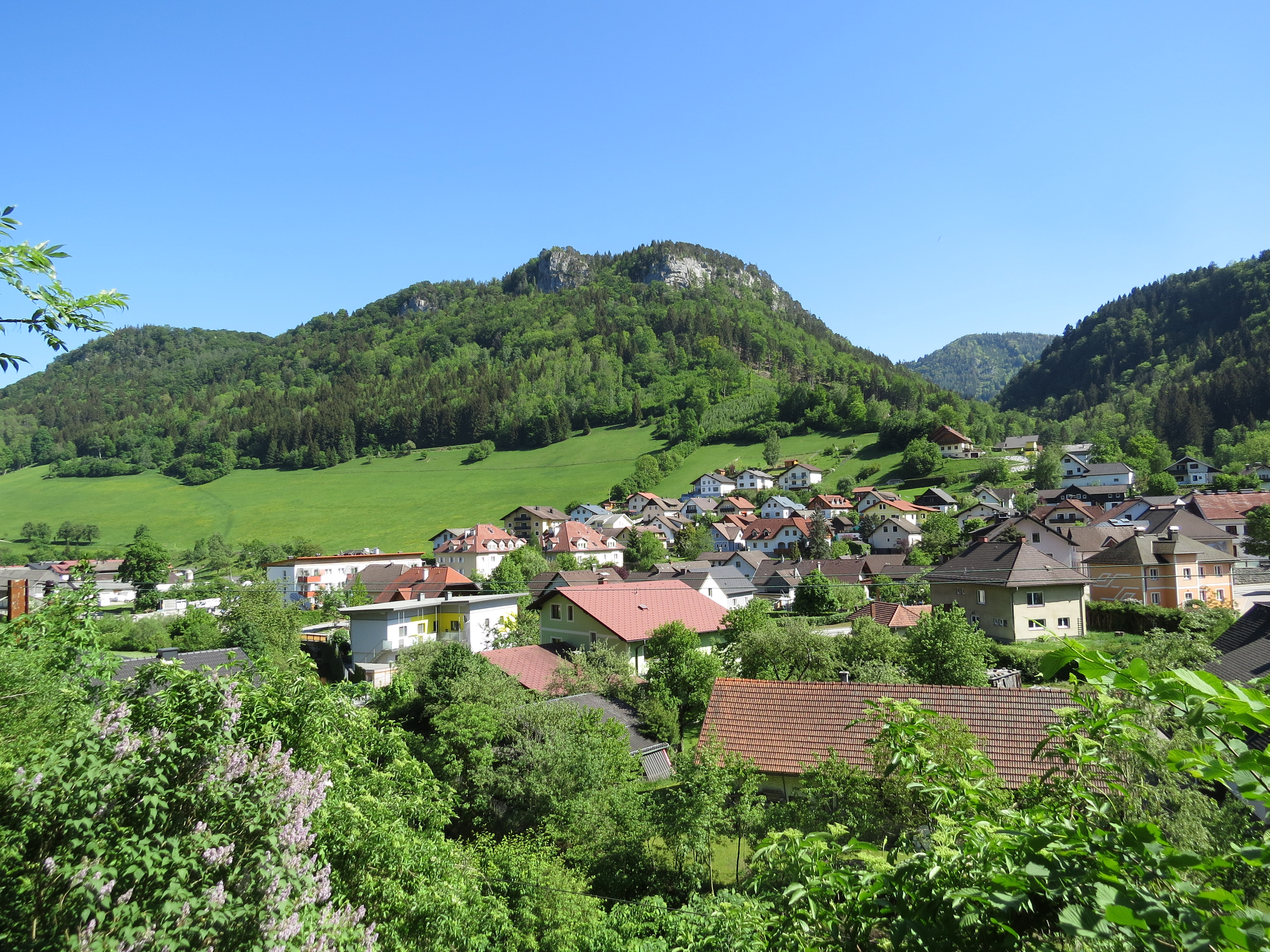
Niederösterreich im Mai 2018